# (500261) 2012 KN49
(500261) 2012 KN49 es un asteroide perteneciente al cinturón de asteroides, descubierto el 31 de mayo de 2012 por el equipo del Mount Lemmon Survey desde el Observatorio del Monte Lemmon, Arizona, Estados Unidos.

## Designación y nombre
Designado provisionalmente como 2012 KN49.

## Características orbitales
2012 KN49 está situado a una distancia media del Sol de 2,539 ua, pudiendo alejarse hasta 3,192 ua y acercarse hasta 1,886 ua. Su excentricidad es 0,257 y la inclinación orbital 8,086 grados. Emplea 1478,44 días en completar una órbita alrededor del Sol.

## Características físicas
La magnitud absoluta de 2012 KN49 es 16,8.